# Hans-Joachim Schröter
Hans-Joachim Schröter (Leipzig, 26 mei 1938 - Eindhoven, 1 juli 2022) was een fotograaf, studiofotograaf en grafisch vormgever. In eerste instantie fotografeerde hij in zwart-wit stadsgezichten en -details.
Schröter groeide op in het Oost-Duitse Leipzig. Hij wilde hij naar de kunstacademie, maar werd zonder een partijkaart van de communistisch partij niet toegelaten. Daarom koos hij een opleiding als lithograaf aan de Gutenbergschule. Als leider van de plaatselijke Rote Jugend mocht hij als 17-jarige mee met een uitstapje naar München. Hier besloot hij om niet meer terug te keren naar Oost-Duitsland. 
Vanaf 1959 tot 1964 was hij werkzaam bij Roto Smeets in Weert als fotolithograaf. In 1964 startte hij in Eindhoven zijn eigen bedrijf Schroeterphoto waarin hij zich vooral toelegde op studiofotografie. Grote opdrachtgevers waren Tweka, Libelle en Muziek Expres. 
In Het Parool beschrijft Bert Sprenkeling in 1974 het werk van Schröter; "Als ik een parkeermeter op straat passeer, zie ik daar weinig moois in. Hij valt mij niet op. Schröter wel, sterker nog, hij fotografeert die meter zo, dat ik hem ook mooi ga vinden. Het is een monumentje geworden, een modern stilleven." Op deze manier heeft Schröter veel details van straatbeelden gefotografeerd. 
Schröter kreeg van de provincie Noord-Brabant opdracht om folklore en Brabantse Schuttersgilden voor later vast te leggen. Bijna een jaar lang is hij bezig geweest om het gildeleven te registreren. Een van deze foto's is in 1996 gebruikt voor een Nederlandse postzegel van 80 cent over '200 jaar zelfstandig Brabant'. 
Voor het ministerie van Cultuur, Recreatie en Maatschappelijk Werk CRM maakt hij de fotodocumentaire 'Rietsnijders in Overijssel', die in 20 steden werd tentoongesteld. 
Vanaf 1967 was Schröter volledig werkzaam als fotograaf en beeldend kunstenaar. Hij fotografeerde onder andere voor de Stadsschouwburg Eindhoven, de toneelgroepen Toneelwerkgroep Proloog en Toneelgroep Globe, Muziekcentrum 'Frits Philips' en Het Brabants Orkest te Eindhoven. Naast fotografie en vormgeving maakte hij documentaires over Eindhoven.
Foto's zijn in vele Nederlandse en buitenlandse tijdschriften gepubliceerd. Werk is onder andere aangekocht voor de collecties van het prentenkabinet van de Rijksuniversiteit te Leiden, de Nederlandse Kunststichting (huidige Instituut Collectie Nederland), de provincie Noord-Brabant, de gemeente Eindhoven, de gemeente Weert, het prentenkabinet van de Bibliothèque Nationale in Parijs, en verschillende particuliere collecties.
Vanaf 2002 was hij werkzaam voor de Beroepsvereniging van Beeldende Kunstenaars (BKK) en hij verzorgde jarenlang de tweejaarlijkse BBK-krant. Ook was hij bestuurlijk actief bij de BKK.
Zijn werk is veel tentoongesteld in Eindhoven zoals Museum Kempenland en Stedelijk Van Abbemuseum maar ook in Londen, Amsterdam en diverse Duitse steden. 
Zijn nalatenschap omvat twee fotoboeken met veel Eindhovense stadsbeelden en gebeurtenissen. Hiernaast laat hij een zeer omvangrijke collectie van negatieven na over het Eindhovense sociaal en cultuur leven tijdens de jaren 60, 70 en 80.  

## Fotoboeken
- Eindhoven: portret van een industriestad' - 1971 (zwart-wit foto's, druk Duitsland Bad Honef)
- Eindhoven: portret van een industriestad' – 1999 (kleurenfoto's)

## Foto's
- Fred Gubbels schilderijen - 2002
- Jacques Slegers (1936-2000) - 2003

## Privé
Hans-Joachim Schröter was getrouwd met Liesbeth Wiertz (docent klassiek ballet) en samen hebben zij een zoon. 
- RKD-Nederlands Instituut voor Kunstgeschiedenis: 71246